# Sitátapatrá

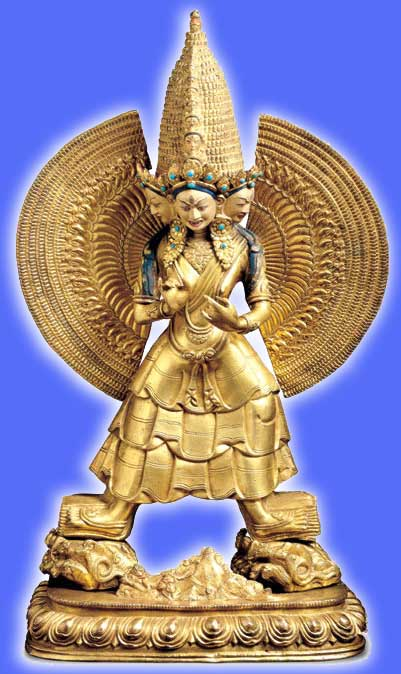
Sitátapatrá, soška pocházející z Tibetu z 18. století.

Sitátapatrá (v sanskrtu, tib: Dukar, česky "Bílý deštník") je ve vadžrajánovém buddhismu ženským ochráncem používaným při meditacích. Praktikující buddhista, který si přeje na tohoto ochránce meditovat potřebuje získat iniciaci od zkušeného lamy. Podle buddhistické tradice chrání Sitatapatra převážně proti živelním pohromám a při cestování.

## Ikonografie
Sitatapatra má tisíc hlav, ticíc nohou a tisíc rukou. Každá hlava má tři oči. Jedno oko se také nachází na každé ruce a noze Sitatapatry, což představuje, že vidí a chrání všechny bytosti. První levá ruka drží kolo dharmy a pravá ruka drží bilý deštník symbolizující její ochranu.